# Aenasiella sidneyi
Aenasiella sidneyi är en stekelart som först beskrevs av Girault 1926.  Aenasiella sidneyi ingår i släktet Aenasiella och familjen sköldlussteklar. Inga underarter finns listade i Catalogue of Life.